# Saint-Germain-Source-Seine
Saint-Germain-Source-Seine is een voormalige gemeente in het Franse departement Côte-d'Or (regio Bourgogne-Franche-Comté) en telt 29 inwoners (1999). De plaats maakt deel uit van het arrondissement Montbard en is vooral bekend om, zoals de plaatsnaam reeds duidelijk maakt, het feit dat de Seine er ontspringt.
In 2009 fuseerde Saint-Germain-Source-Seine met Blessey en ging op in de nieuwe fusiegemeente Source-Seine.

## Geografie
De oppervlakte van Saint-Germain-Source-Seine bedraagt 8,8 km², de bevolkingsdichtheid is 3,3 inwoners per km².

## Demografie
Onderstaande figuur toont het verloop van het inwonertal (bron: INSEE-tellingen).